# Ali Ouédraogo
Ali Ouédraogo (ur. 31 grudnia 1976) – burkiński piłkarz grający na pozycji pomocnika. W swojej karierze rozegrał 4 mecze i strzelił 1 gola w reprezentacji Burkiny Faso.

## Kariera klubowa
W swojej karierze Ouédraogo grał w klubie Étoile Filante ze stolicy kraju, Wagadugu. W jego barwach wywalczył m.in. mistrzostwo Burkiny Faso w 2001 roku. Z tym klubem zdobywał także Puchar Burkiny Faso i Superpuchar Burkiny Faso.

## Kariera reprezentacyjna
W reprezentacji Burkiny Faso Ouédraogo zadebiutował w 2001 roku. W 2002 roku był powołany do kadry na Puchar Narodów Afryki 2002. Na nim zagrał jeden raz, z Marokiem (1:2). W kadrze narodowej grał do 2002 roku i wystąpił w niej 4 razy i strzelił 1 gola.